# Ranoidea andiirrmalin
A Ranoidea andiirrmalin a kétéltűek (Amphibia) osztályának békák (Anura) rendjébe és a levelibéka-félék (Hylidae) családjába tartozó faj.

## Előfordulása
A faj Ausztrália endemikus faja. Természetes élőhelye a szubtrópusi vagy trópusi nedves síkvidéki erdők, folyók.